# Viișoara (Vaslui), Vaslui
Viișoara (numită și Gura Bustei) este o localitate componentă a municipiului Vaslui din județul Vaslui, Moldova, România.
Aceasta este una dintre suburbiile municipiului Vaslui care după anul 1989 a  cunoscut o dezvoltare masivă în privința numărului de locuitori, a infrastructurii cât și a nivelului de trai al populației, în acest moment fiind printre cele mai dezvoltate suburbii ale municipiului.
Conform ultimului recensământ populația totală a suburbiei se ridică la 1.261 de locuitori.